# Forty Little Mothers
Forty Little Mothers é um filme estadunidense de 1940 dirigido por Busby Berkeley e estrelado por Eddie Cantor.

## Elenco
- Eddie Cantor ... Gilbert Jordan Thompson
- Judith Anderson ... Madame Granville
- Ralph Morgan ... Judge Joseph M. Williams
- Rita Johnson ... Marian Edwards
- Bonita Granville ... Doris
- Diana Lewis ... Marcia
- Nydia Westman ... Mademoiselle Cliche
- Margaret Early ... Eleanor
- Martha O'Driscoll ... Janette
- Baby Quintanilla ... Chum